# Pepe Sales
Josep Sales i Coderch, más conocido con el nombre artístico Pepe Sales (Barcelona, 1954 - Vallclara, 1994), fue un poeta, compositor y pintor español, principalmente conocido por el poemario póstumo 50 cançons d'amor i droga.

## Biografía
Sobrino del escritor Joan Sales y del pintor Gaietà Sales, fue el octavo de once hermanos de una familia de fuertes convicciones cristianas. El año 1973 ingresa a la Cárcel Modelo de Barcelona, donde pasará doce meses acusado de posesión de hachís. En 1975 hace pública su orientación sexual gay en el ámbito familiar y social. El año 1989 se le diagnostica el sida, enfermedad de la que fallecerá en 1994, a los 39 años de edad.
Influido por el ambiente familiar, empieza a pintar desde niño. En 1984 funda junto al poeta Víctor Obiols el grupo de rock Bocanegra, que estuvo activo hasta 1988. La estética de su música estaba marcada por Rimbaud, Pasolini, Keith Richards y William Burroughs. Entre los años 1989 y 1991 trabajó realizando videoclips en el programa cultural Glasnost, emitido en el circuito catalán de TVE.
A su muerte, Sales dejó un poemario inédito de 50 canciones y poemas que recibiría el título de 50 cançons d'amor i droga. En 2003 Albert Pla estrena en el Espai Lliure de Barcelona y el Teatro Alfil de Madrid un espectáculo titulado Canciones de amor y droga, en que interpretaba estos poemas junto a Judit Farrés. En 2005, publica el álbum Cançons d'amor i droga, que recogía sus versiones de estas composiciones con la colaboración de Gerard Quintana y Robe Iniesta.
En 2019 se edita el álbum de estudio Amor etern alt grup de risc, compuesto de material inédito, y se inaugura una exposición de la obra pictórica de Sales en el Konvent de Berga. En 2023 se traduce al castellano el poemario 50 canciones de amor y droga en una edición bilingüe.

## Obra

### Libros
- 50 cançons d'amor i droga. Reeditado en edición bilingüe como 50 canciones de amor y droga (Cántico, 2023).
- Sense re, sense remei (compilación de poemas, correspondencia y obra pictórica y fotográfica) (LaBreu Edicions, 2009). Reeditado en una edición ampliada como La passió segons Pepe Sales (LaBreu Edicions, 2019).

### Álbumes de estudio
- Bocanegra U (como parte de Bocanegra) (1986, reeditado en 2006).
- Amor etern alt grup de risc (2019).

## Homenajes
En 2005 Víctor Bocanegra publica el álbum Bloc de lírica dura. Homenatge a Pepe Sales. En 2007 tuvo lugar el concierto homenaje "Nit d'amor i droga – Una nit amb Pepe Sales" en el marco del Festival Trobadors i Joglars, que contó con la participación de Albert Pla, Nacho Vegas, Víctor Bocanegra y otros. Ese mismo año se estrena el documental Pepe Sales: Pobres pobres que els donguin pel cul, que fue premiado como mejor documental nacional en el Festival In-Edit. En 2008 se crea el Festival d'Art Independent Pepe Sales, que se celebra anualmente en la ciudad de Gerona.
En 2016 Sales fue incluido en la antología Poesía Contracultura Barcelona, editada por el Ayuntamiento de Barcelona.